# 跨國鎮壓
跨國鎮壓（英語：Transnational repression），是一個政治術語，指稱威权體制旨在防止體制被政治異議行為所針對，而針對其移民或侨民社區內單一或多個既有或潛在成員，所進行的任意影響活動等。  眾所周知包括但不限於以下國度，主要由威權政府所統治，會對其轄境之外持不同政見者和僑民社區施行跨國鎮壓：中華人民共和國、烏干達、柬埔寨、俄羅斯和伊朗，尤其以中華人民共和國的情況最為嚴重。由俄羅斯當局施行的暗殺到中國大陸和香港公民在境外被強迫失踪，是有諸多政體牽涉到這一系列活動。依據自由之家的報告，可瞭解到世界日漸增長更多國家，是廣泛涉足跨國威權主義活動。 
政治學家們是有所研究確定，在國際領域，獨裁國家是同時面臨著特定的挑戰和機遇，而共同影響到其專制活動。具體而言，跨國主義和超越國界的活動的興起，是引導了獨裁政體進一步發展戰略，旨在管理其公民的移民活動。 據政治学家格拉西莫斯·楚拉帕斯 (Gerasimos Tsourapas) 的觀察，全球的專制政權，在國際層面進行跨國镇压、合法化，以及對非國家行為體作出拉攏或直接進行合作等，有所採取系列複雜的策略。

## 行动分類
社会学家達納·莫斯（Dana M. Moss）总结出如下跨國镇压行动類型 ：
| 致命報復（Lethal retribution）         | 政權代理人或其他外部代理人，於境外對持不同政見者施行或企圖施行暗殺。                                                 |
| 威胁（Threats）                        | 針對僑民成員作出口頭或書面上的威嚇，包括政權僱員為此目的而召集諸人到他們母國的外交代表機構。                         |
| 監控（Surveillance）                   | 經由基於政權代理人、忠誠者和受脅迫的個人所組成的情報網絡，蒐集關聯同一族羣成員的資訊並將其轉交予政權的國家安全部門。 |
| 迫使流亡（Exile）                      | 直接和間接驅逐持不同政見者離開母國，包括對相關活動人士作出限制人身和傷害人身的威脅以阻止其返回境內。                 |
| 撤銷獎學金（Withdrawing scholarships） | 對於拒絕參加政權授權的海外行動或組織的個體，取消其國家級學生優待。                                                   |
| 施於他人代受罪罰（Proxy punishment）   | 對處於母國的親屬施加騷擾、身體監禁，和/或身體傷害，以作為對身處境外的持不同政見者一種蒐集情報及報復的手段。          |

## “跨国镇压”相关事件
1959年，第十四世达赖喇嘛因1959年藏區騷亂被中国人民解放军镇压被迫逃离西藏并流亡印度。后在达萨兰拉定居，并在印度建立西藏流亡政府。
2013年6月25日《美国有线电视新闻网》报道美国战略与国际研究中心战略研究主席安东尼·柯狄斯曼称美国已经有效地迫使爱德华·斯诺登流亡。
2016年《社会问题》杂志刊文《跨国镇压、侨民动员和“阿拉伯之春”案例》称，一些受访者在参加国外抗议或秘密反政权会议后发现自己被列入会在母国机场被查获并监禁的“黑名单”。受访者亨德证明，在她父亲和他的朋友去美国参加NFSL会议后，她父亲的朋友因被告发而返回利比亚后立即被捕入狱；从此她的父亲被迫流亡。
2021年11月29日《Green European  Journal》刊文，土耳其于情报部门向德国情报部门递交了一份清单，其中包括300多名Fethullah Gülen的支持者，土耳其将监控他们，Fethullah Gülen被土耳其指控发动政变。瑞士和奥地利也批评土耳其监视不同政见者。报道中另称，土耳其还通过渗透外国清真寺和将土耳其民主联盟（Union of European Turkish Democrats）作为工具进行跨国镇压。
2022年1月18日，美国西藏问题特别调解员乌兹拉泽亚(Uzra Zeya)在联合国人权理事会第51届会议会外活动中称中国当局企图恐吓流亡美国和世界各地的藏人社区，并表示：“拜登-哈里斯政府正在加强我们对跨国镇压的反应和协调，这是非常令人担忧的威权政府现象，包括中华人民共和国，有效地输出他们的镇压，并使用胁迫、技术、外交手段向侨民行动者，特别是那些倡导人权的人施压。”
2022年7月21日，外交家杂志报道称在西欧，中国政府通过外交背景渠道来压制批评者。2019年，中国特工会见了Angela Gui，警告她停止为她的父亲，瑞典公民桂民海辩护，其称桂民海是跨国镇压的受害者，从泰国被绑架，被带到中国，最终因出于政治动机的指控被判处10年监禁。
2022年9月12日，“保护卫士”发布报告称，中国在五大洲建立至少54个由公安机关运营的“海外警察服务中心”，其任务包括“坚决打击严厉打击各类涉侨违法犯罪活动”–是中国跨国镇压的最新迭代。
2023年4月6日据《中央通訊社》援引“自由之家”记录称，该机构记录到2014年至2022年间共发生854起跨国镇压事件，其中中国大陆案件占30%（253起）位居第一，其次是土耳其，其他跨国镇压案件數量較多的國家包括俄羅斯，報告同時指白俄羅斯、伊朗與卢旺达也参与多起跨国镇压事件并提及埃及、孟加拉国与塔吉克斯坦。
2023年4月18日《美国之音》报道称，美國紐約東區聯邦檢察官辦公室于4月17日在布鲁克林的联邦法庭指控40名中华人民共和国公安部警察、两名网信办官员跨国镇压。。同日，《美国之音》报道，美国司法部于4月17日指控两名纽约市居民与中国在美国开办秘密警察站有关。美国司法部负责国家安全分部的助理部长马修·G·奥尔森(Matthew G. Olsen)在有关声明中称“PRC的行为远远超越了可接受的国家行为界限。我们将坚定地捍卫所有那些生活在我们国家的人免受威权镇压威胁的自由”。
2024年4月16日，人权组织“保护卫士”发布了调查报告《追逐“猎狐行动”》(Chasing Fox Hunt)，披露习近平当局正在扩大非法的海外警务行动，跨国镇压异议人士，实施所谓的跨境追捕遣返。报告根据中共中央纪委的正式书面法律解释，带领读者了解这些行动的幕后事情。
2024年5月12日，国际特赦组织发表报告，指出中国执法机关对政治活动的限制正以“跨国镇压”的形式日益扩展到海外，其中包括针对中国海外留学生的政治活动进行跨国镇压并制造“恐惧氛围”，该组织认为中国的跨国镇压行为对学术自由和思想交流构成严重威胁
2025年1月17日消息，美国之音披露了一份题为《新疆出入境边防检查总站数据分析研判协作》的中国官方文件，文件要求中国国家移民管理局与数十个省、市公安局出入境管理部门协助排查名单上的几百号人。名单中的第38号人物、住在加拿大的中国留学生李宁，1月9日收到父亲从湖北老家发来的微信，当地警官要加他微信，让他提供资料，以免以后回国遇到麻烦。文章认为中国似乎在采取更广泛的措施来筛查和监控海外华人。
2025年2月6日，「自由之家」發表報告指出2014年至2024年，10年間共發生1219起跨國鎮壓事件，中國是跨國鎮壓的主要肇事者，與其中272起事件有關。
2025年2月12日，瑞士政府發表報告指出海外藏人和維吾爾人正面臨來自中國的「跨國鎮壓」，中國當局煽動身處瑞士的藏人和維吾爾人監視自己的社群並施加內部壓力，中國情報部門也會派人監視海外僑民組織的示威活動，中國特工會以外交身份掩護自己，或偽裝成記者、遊客、學生。
2025年4月28日，國際調查記者同盟（ICIJ）發布調查報告《中國箭靶：跨國鎮壓如何滲透全球體系》(China Targets)，揭露中國政府對海外異議人士的鎮壓體系已滲透全球，對外輸出的鎮壓手段包括恐嚇、跟蹤、監視、襲擊、可疑郵件及駭客攻擊等，並指出北京當局如何將聯合國變為跨境打壓異見者的平台，以及濫用國際刑警組織（INTERPOL）的紅色通緝令追捕異議人士。

## 应对“跨国镇压”的法律

### 美国
美国国会跨党派参议员2023年3月推出新法案《跨国镇压政策法》，目标为打击包括中国共产党在内等外国當局在美国对其公民进行「长臂跨境镇压」，並對採取跨境鎮壓的外国政府追究责任。據法案，非法跨境執法、壓制的定義，包括外国當局对其海外人士或流亡群体进行，非法引渡或驱逐、人身跟踪、線上监视、人身攻擊及恐樂、非法凍結資產、诽谤个人名誉等行为。